# Zalod
Zalod é uma cidade e um município no distrito de Dohad, no estado indiano de Guzerate.

## Demografia
Segundo o censo de 2001, Zalod tinha uma população de 25,090 habitantes. Os indivíduos do sexo masculino constituem 51% da população e os do sexo feminino 49%. Zalod tem uma taxa de alfabetização de 61%, superior à média nacional de 59.5%: a literacia no sexo masculino é de 67% e no sexo feminino é de 54%. Em Zalod, 16% da população está abaixo dos 6 anos de idade.